# Містечко

Картинки старого Гурзуфа. Крим

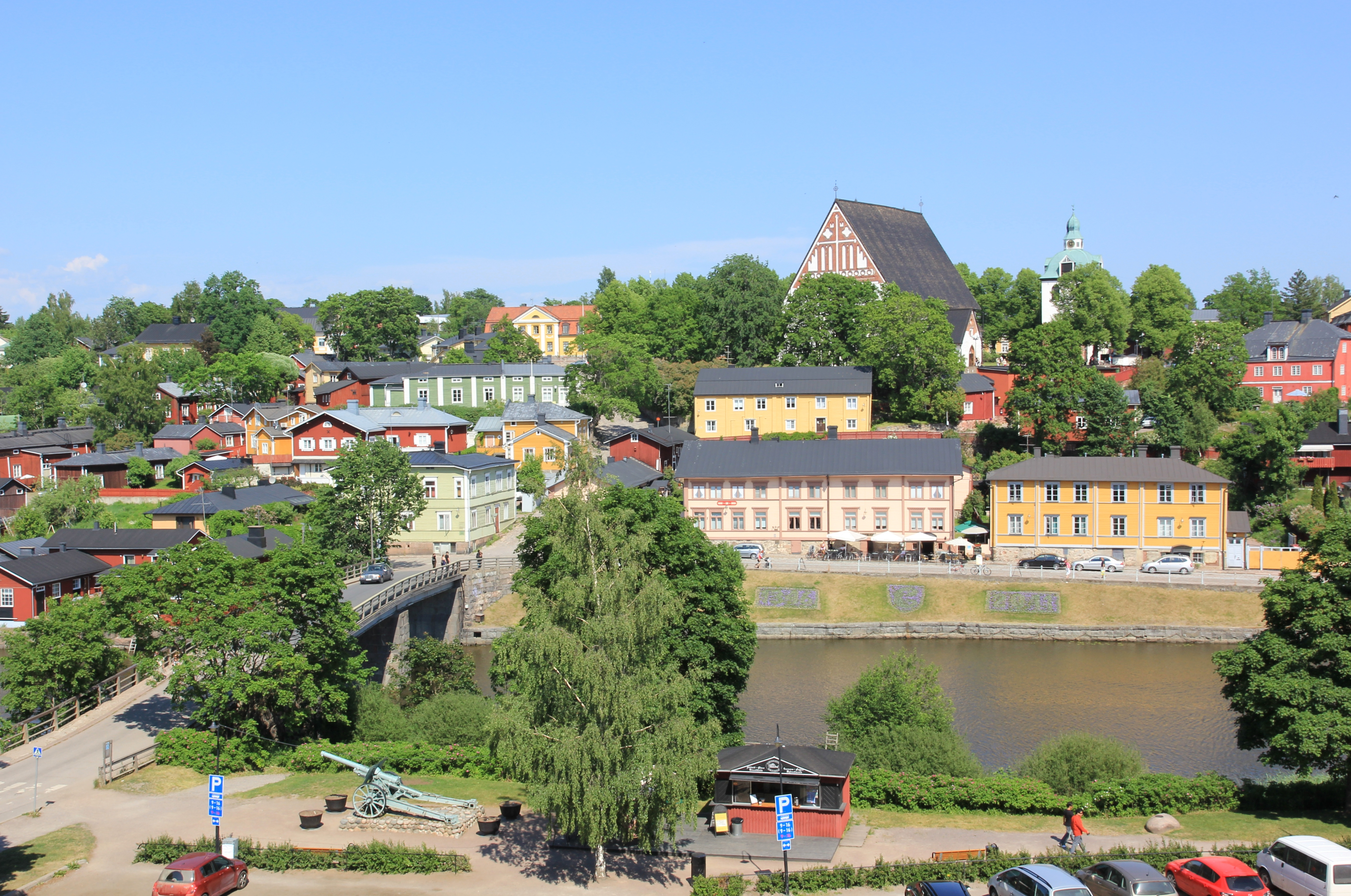
Порвоо, Фінляндія

Місте́чко (біл. мястэчка, пол. miasteczko, англ. town, яп. 町, лит. miestelis, латис. miests, їд. שטעטל, «штетл») — різновид поселення в різних країнах світу, що менше за місто, але більше за село.
В Україні для такого виду поселень до 2023 року офіційно застосовувався термін «селище міського типу», що був уведений до законодавства у 1925 році замість терміна «містечко». Інколи до них відносять ряд селищ, великих сіл і маленькі міста України.
Аналогом українських містечок є, наприклад, англійський таун (town) або японський маті (町, machi).

## Європа

### Західна Європа
В Англії, Німеччині, Норвегії та інших країнах Європи аж до 19-го століття існували, так звані, англ. Market Towns (ярмаркові міста), які не були визнані монархом як міста, проте мали торговельно-ремісниче населення і право на організацію ярмарку.
- Іспанія: villa
- Німеччина: Kleinstadt
- Португалія: vila

### Східна Європа
В часи Речі Посполитої містечко з характерним для міста торговельно-ремісничим населенням і аналогічною інфраструктурою і плануванням відрізнялося від міста, як правило, меншою площею і меншою кількістю населення. Деякі містечка отримували з часом статус міста. Інші переходили до категорії селищ або сіл.
Містечко як офіційна назва типу поселення існувала в Угорщині з чотирнадцятого століття до 1871 року, у Польщі до 1918 року. 

### Російська імперія
За переписом населення 1897 року в Україні було 463 містечка.
На початку XIX ст., згідно з нормами російського законодавства, містечками визнавалися поміщицькі або державні поселення, які мали не менше 1 тис. ревізьких душ, церкву, заїзний двір, 2 або 3 крамниці.
Відповідно до будівельного статуту імперії, містечка прирівнювались до сільських поселень, а відповідно до законів, які регулювали торгово-виробничу сферу, — до міських.
Назва перестала офіційно вживатися з приходом більшовиків на території Білорусі та України у 1920-х роках XX століття. Постанова ВУЦВК 1925 року скасувала термін «містечко» для означення нижчої ланки міських поселень. Його було замінено на «селище міського типу» — уніфіковану назву для території всього СРСР. Новий термін, з одного боку, був занадто громіздкий, а з іншого — не відображав особливостей систем розселення, які склалися в національних республіках .
Віднесення населеного пункту до категорії міста чи містечка в період радянської влади відбувалося у ручному режимі. З огляду на це на місцях виникали своєрідні пропозиції. Так, 9 жовтня 1923 р. Президія Губвиконкому Подільської губернії звернула увагу, що з огляду на особливості Поділля віднесення того чи іншого містечка цілковито до міського чи сільського типу поселення за формальними ознаками, запропонованими НКВС, тобто за простою більшістю міського чи сільського населення, недоцільне. Потрібен індивідуальний підхід. У випадку, коли немає явного домінування міського або сільського населення, пропонувалося розділити населений пункт на 2 частини, а саме: основне ядро містечка, населене торговим і промисловим елементом, виділити в особливу одиницю й назвати поселенням міського типу. Іншу частину, заселену селянами, перейменувати в село з тією ж назвою, що й містечко (приміром, Саврань та Мала Саврань, Ананьїв-I, Ананьїв-II, Ананьїв-III та Ананьїв-IV; це окрім міста). Містечко (та/або місто) з очевидним домінуванням серед мешканців селян пропонувалося перейменувати в село (Маяки, смт Брацлав). Ті з містечок, у яких явно переважає торговий і промисловий елемент, мали б належати до поселень міського типу (селище (хутір) при станції Бірзула, а не село, колишній волосний центр Бірзула). Складність у визначенні статусу населених пунктів місцевими органами влади викликала необхідність врегулювання цього питання на республіканському рівні (Першим нормативно-правовим актом, прийнятим в УСРР, який регулював статус міських населених пунктів як адміністративно-територіальних одиниць, стала «Інструкція про порядок перечислення залюднених пунктів до розряду міських або сільських осель», затверджена Постановою ВУЦВК та РНК 16 квітня 1924 р.;
до речі, в 1-й половині 1920-х вони так і називались — поселення міського типу (пмт)).

#### Єврейські містечка
В часи Речі Посполитої існували єврейські містечка (штетл). За часів смуги осілості євреї в Російській імперії з одного боку були обмежені у праві проживання в містах, а з іншого не мали права на сільськогосподарську діяльність. Саме тому в другій половині XIX століття більшість з понад 1,5 мільйонів євреїв проживало саме в містечках.

## Азія

### Японія
В Японії містечка мачі (町) почали виникати у 13 — 14 століттях як ремісничо-торговельні центри. За місцем розташування поселення вирізняють:
- призамкові містечка (城下町) — у стін замку або підніжжя замкової гори.
- прихрамові містечка (門前町) — біля буддистського монастиря, рідше синтоїстського святилища.
- храмові містечка (寺内町) — на території буддистського монастиря.
- присвятилищні містечка (鳥居前町) — біля синтоїстського святилища.
- постоялі містечка (宿場町) — на основі постоялих дворів
- портові містечка (港町) — на основі порту

Починаючи з другої половини 19 століття, низка великих японських містечок отримують статус міст ші (市).

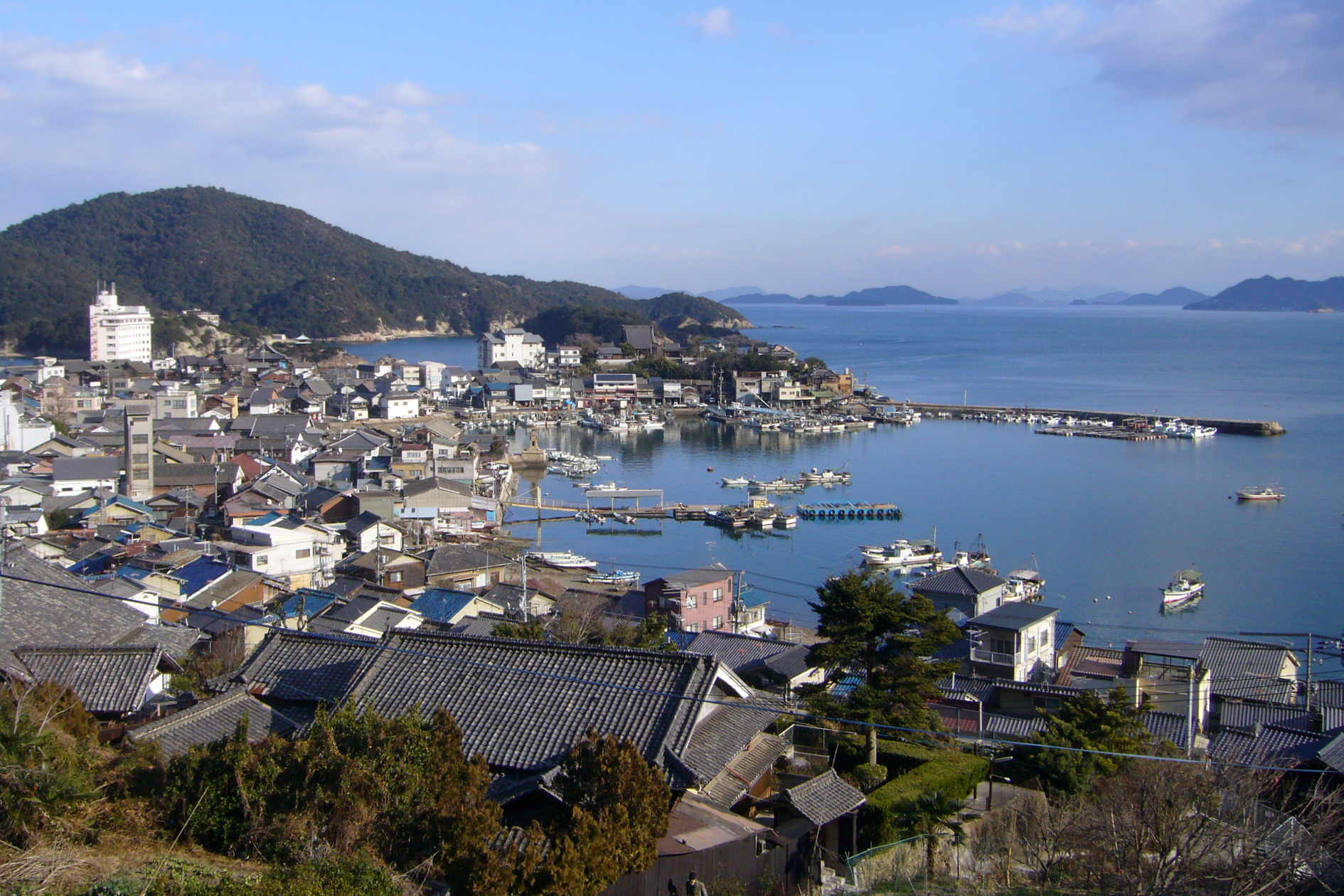
Портове містечко Томоноура, префектура Хіросіма.
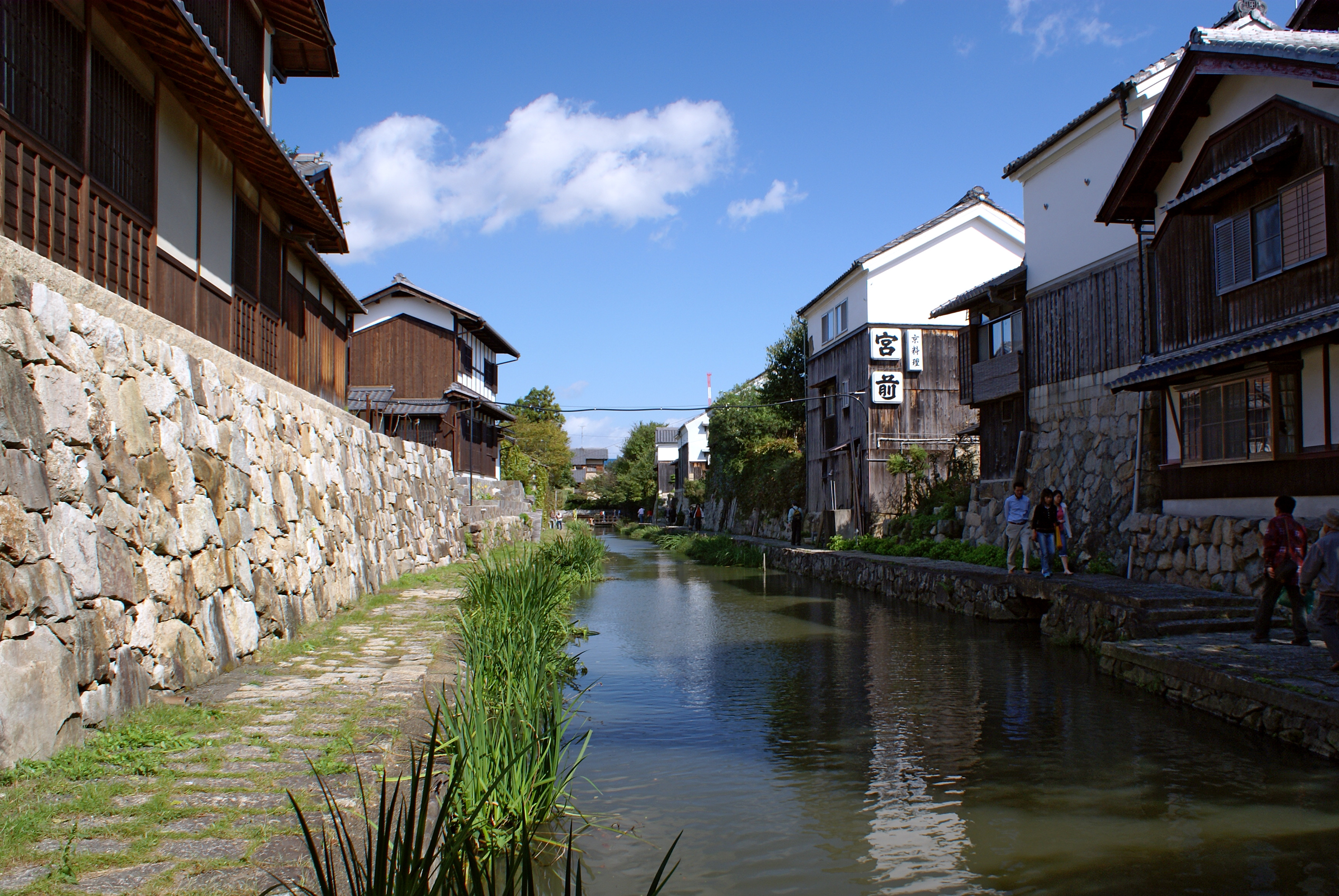
Призамкове містечко Оміхатіман.
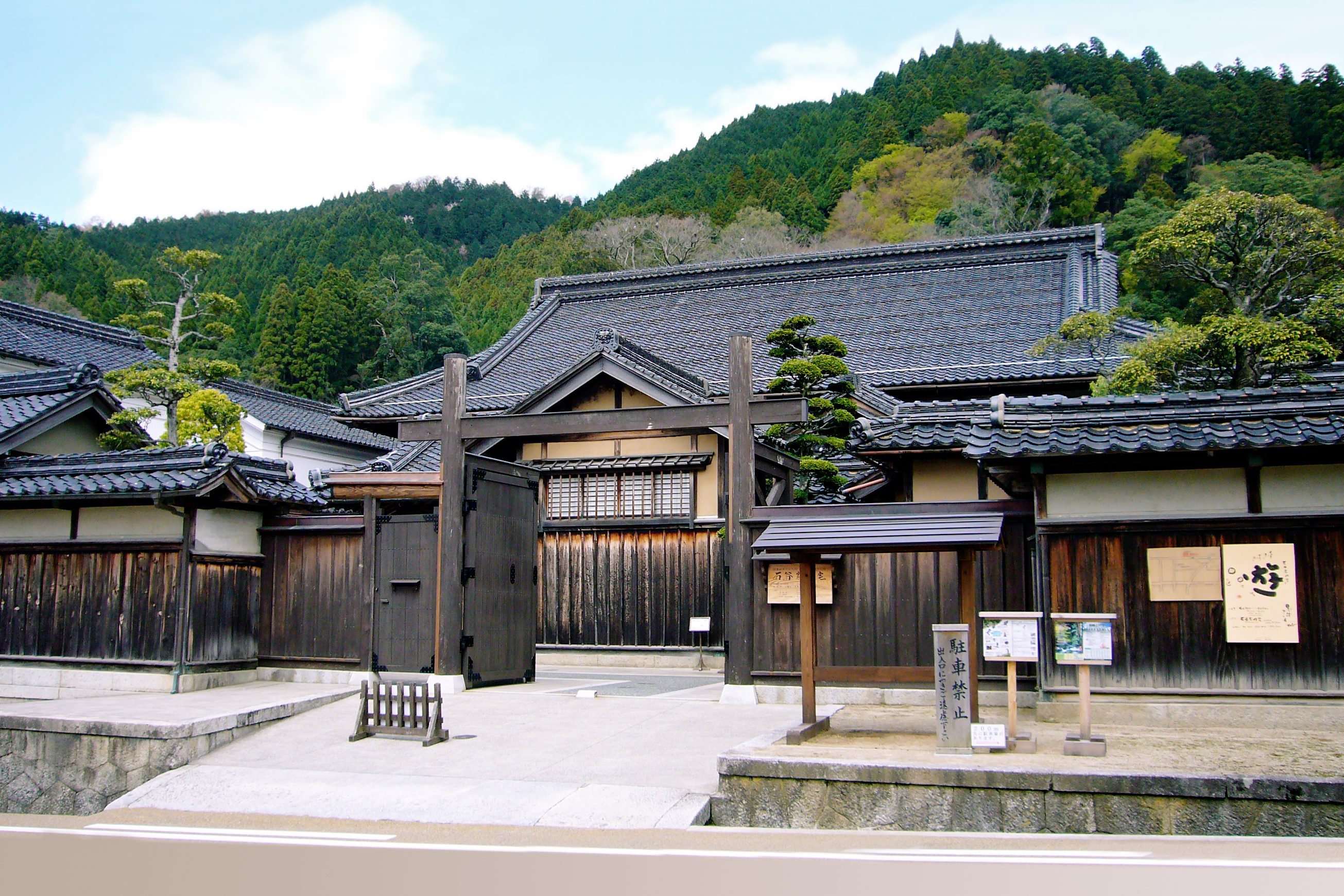
Постояле містечко Ісітані, префектура Тотторі..